# Лендон Лібуарон
Лендон Лібуарон (англ. Landon Liboiron, 5 січня 1992) — канадський актор, найбільшу популярність здобув завдяки ролі Сема Бредшоу в серіалі «Життя непередбачуване» і ролі Джоша Шеннона в серіалі «Terra Nova». Також Лендон став відомим через роль вурдулаки Пітера Романчика у серіалі «Гемлокова Штольня» (2013—2015)

## Біографія
Лендон Лібуарон народився 5 січня 1992 року в родині Лорейн Мак і Марселя Лібуарона. Він виріс у невеликій сільській громаді Дженнер, розташованій приблизно в двох годинах їзди від міста Калгарі в канадській провінції Альберта. Коли Лендон навчався у дев'ятому класі, його школа налічувала близько 20 учнів.
Його перше знайомство зі сценою почалося з Дитячого театру Міссулі (штат Монтана), який складався з двох дорослих акторів, які подорожували в маленькій червоній вантажівці. Під час своїх «візитів по вихідних», вони зупинялися в якомусь містечку і задіювали талановитих місцевих дітлахів у своїх виставах.
Мати Лендона, яка була актрисою, подолала відстань в 14 годин їзди, щоб привезти сина в Ванкувер на прослуховування. Коли батько Лендона не працює на фермі, він всіляко підтримує сина. А його старші брати, Ленс і Блейк, роблять все для того щоб мрії Лендона здійснилися.

## Фільмографія
| Рік       |    | Українська назва             | Оригінальна назва             | Роль                        |
| --------- | -- | ---------------------------- | ----------------------------- | --------------------------- |
| 2006      | кф | Зламаний дім                 | Broken House                  | Брендон                     |
| 2007      | ф  | Мунденс Александер           | Moondance Alexander           | Фредді                      |
| 2008      | ф  | Пашендаль: Останній бій      | Passchendaele                 | молодий німецький солдат    |
| 2008      | с  | Флешпойнт                    | Flashpoint                    | Саймон (S1-E7)              |
| 2009—2010 | с  | Деграссі: Наступне покоління | Degrassi: The Next Generation | Деклан Койн (67 епізодів)   |
| 2010      | ф  | Висота                       | Altitude                      | Брюс Паркер                 |
| 2010      | ф  | Нація мрійників              | Daydream Nation               | Пол                         |
| 2011      | в  | Виття: Переродження          | The Howling: Reborn           | Вілл Кідман                 |
| 2011      | с  | Терра Нова                   | Terra Nova                    | Джош Шеннон (13 епізодів)   |
| 2011      | с  | Р. Л. Стайн: Час привидів    | The Haunting Hour: The Series | Джош (S1-E20)               |
| 2012      | ф  | Важкий вік                   | Girl in Progress              | Тревор                      |
| 2013—2015 | с  | Гемлокова Штольня            | Hemlock Grove                 | Пітер Руманчек (33 епізоди) |
| 2015      | ф  | Покинутий                    | Forsaken                      | Вілл Пікард                 |
| 2016—2019 | с  | Кордон                       | Frontier                      | Майкл Сміт (18 епізодів)    |
| 2018      | ф  | Правда або дія               | Truth or Dare                 | Картер / Сем Міхан          |
| 2020      | ф  | Жахіття                      | Come True                     | Джеремі                     |
| 2021      | ф  |                              | Hands That Bind               | Дірк Лонгрідж               |
| 2023      | ф  |                              | Door Mouse                    | Келлі                       |